# اوکسانا زابوژکو
اوکسانا زابوژکو (اوکراینی: Окса́на Стефа́нівна Забу́жко؛ زادهٔ ۱۹ سپتامبر ۱۹۶۰) شاعر، فیلسوف، نویسنده، مقاله‌نویس، و منتقد ادبی اهل اوکراین است.
وی همچنین برندهٔ جوایزی همچون برنامه فولبرایت شده‌است.